# طفح وردي
الوردية أو الطفح الوردي أو طفح ظاهر فجائي ،(بالإنجليزية Exanthema Subitum / Roseola ). ويسمى أيضا بطفح جلدي فجائي، طفح البشرة المفاجئ، النمش الفجائي، مرض التنفط الفجائي، المرض السادس، الطفح المفاجئ، الطفح الوردي عند الأطفال، داء الوردية عند الصغار. وهو مرض يصيب الأطفال عموما الذين هم في السنتين وما دون من العمر، ومن المعروف والشائع ان هذا الداء يحدث من مواليد السنة إلى ثمانية عشر عاماً، مظاهر عادة ما تتصف بارتفاع حرارة الجسم، مترافق مع ظهور طفح جلدي مؤقت يحدث بعد الإصابة بالحمى لمدة حوالي ثلاثة اليوم.
من النادر ان يصاب الرضيع تحت عمر ال 6 أشهر.ومرحلة الإصابة مدتها بين 3-10 أيام.

## الأسباب

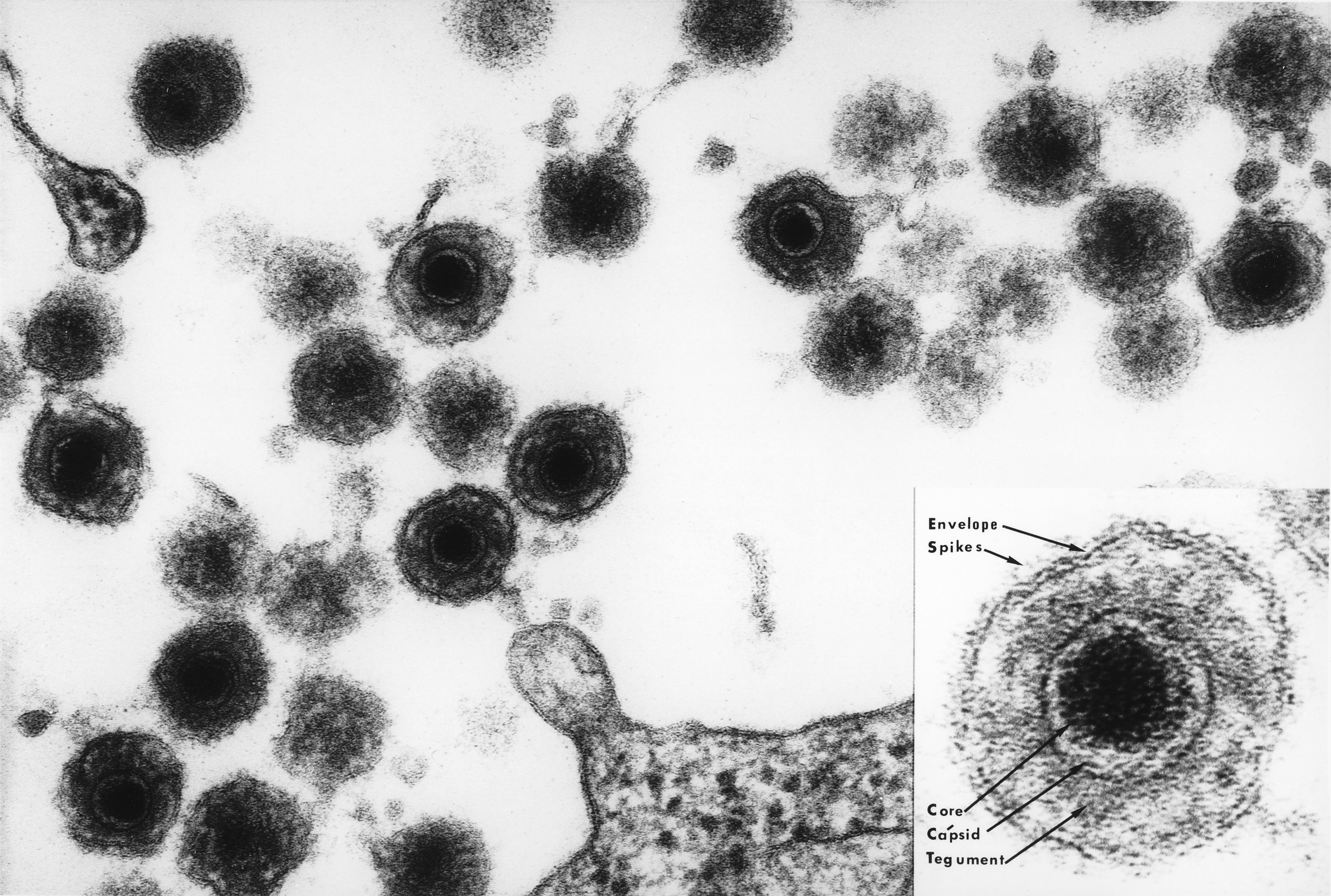
فايبرس الهربس الذي يصيب البشر

لا يعرف ما هو السبب في داء الطفح الظاهر الفجائي، ولكن بعض الأبحاث تشير إلى ان فيروس الحمى أو فيروسات هربسية (فيروس الحلأ البسيط)، هي التي تسبب الطفح.وهذا الداء الساري ينتقل عن طريق العدوى.

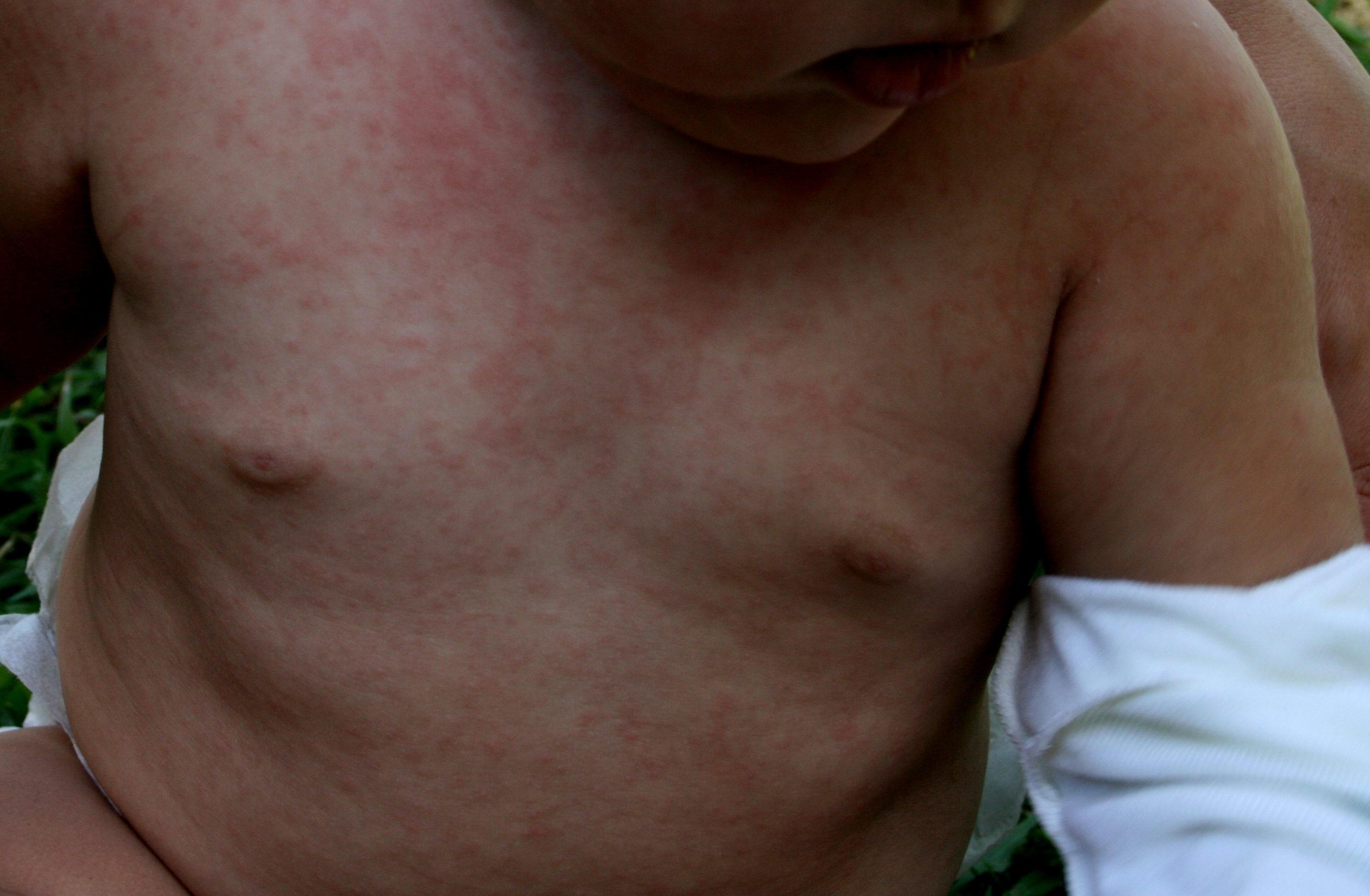
طفح جلدي نموذجي تشكل في ثلاث أيام الحمى

## الأعراض
1. ارتفاع في الحرارة.
2. تحدث تشنجات ناجمة عن الحمى.
3. التهاب نزلي طفيف للحنجرة والأنف.
4.التهاب خفيف للغدد اللمفاوية (في الرقبة، خلف الاذن، والقذال أي مؤخرة الرأس).
5. إسهال.
6. تقيؤ.
7- طفح جلدي أحمر.
8-حكة جلدية (في بعض الحالات).
9-انخفاض عدد الكريات البيضاء، مع زيادة الكريات اللمفاوية.
10- هناك أعراض نادرة الحصول، وتكون نسبة حدوثها قليلة جدا وتعود على الوضع الصحي والجسماني للطفل، وخاصة إذا ما كان يعاني من عوارض مرضية سابقة، وهذه الأعراض هي:
• التهاب دماغي حاد.
• الصرع(داء النقطة).
• الشلل الناقص.

## العلاج
ليس هناك لقاح أو علاج محدد لحالة الطفح الظاهر الفجائي، ومعظم الأطفال الذين يعانون من هذا المرض حالتهم ليست خطيرة. وإذا كان الطفل مصابًا بالحمى ينبغي إعطاؤه الكثير من السوائل للشرب.وبعض الأدوية مثل الباراسيتامول / اسيتامينوفين أو الإيبوبروفين، أو مضادات التشنج، وينبغي عدم اعطاء الطفل الاسبرين مطلقاً.